# 愛のおとずれ (カーチャ・エプシュタインの曲)
「愛のおとずれ」（あいのおとずれ、ドイツ語原題: Wunder gibt es immer wieder）は、カーチャ・エプシュタインの楽曲。
1970年発表、同年開催の第15回ユーロビジョン・ソング・コンテストで3位に入賞した。

## 概要
作詞はギュンター・ルーズ、作曲およびプロデューサーはクリスティアン・ブルーンによる。タイトルの日本語直訳は「奇蹟は繰り返し起こる」。1970年3月21日、オランダ・アムステルダムで行われた1970年・第15回ユーロビジョン・ソング・コンテスト（オランダ語: Eurovisiesongfestival 1970）に西ドイツ代表として出場。カーチャ・エプシュタインが歌唱し第3位に入賞する。本作は西ドイツ本国のチャート（ドイツ語版）で11週ランクイン、最高位16位を記録するカーチャ・エプシュタイン最初の大ヒットになった 。
ゆったりとした幸せなメロディーを持つ、肯定的な内容の曲である。歌詞の大意は「奇蹟は繰り返し起こる。奇蹟があなたと出逢うとき、あなたも奇蹟を見るに違いない」であり、カーチャは〝奇蹟は繰り返し起り、最終的には誰にでも起るため、愛されていないと不満や不平を言うことはない〟とコメントしている。
カーチャ・エプシュタインは同年に英語版（"No more tears for me"）、フランス語版（"Un miracle peut arriver"）、スペイン語版（"Siempre hay algun milagro"）、イタリア語版（"Nella strada del mio cuore"）、そして日本語版（「愛のおとずれ」）など各国語訳バージョンを録音・発表した。本作は日本でのデビュー曲となり、同年4月25日に東芝音楽工業株式会社・LIBERTYレーベルからシングル盤が発売された。本作シングル盤はオランダやベネズエラでも発売されている。2005年にはアルバム(『Witkiewics』：EMI) に本作の再録音を収録した。
レコードでは変ホ長調（E♭）だが、ユーロビジョン・ソング・コンテストや音楽番組などではホ長調（E）で歌唱されている。
2007年には音楽バンドのモンローズが “Wer singt für Deutschland?”（ドイツ語版）の予選で本作を唄った。本作は他にもギルド・ホーン、カレル・ゴット、デボラ・サソンによってカバーされている。
タイトル “Wunder gibt es immer wieder ” は、ヤン・フェダーセンやレネー・マーテンスによって書籍のタイトルにも使用された。

## 収録曲
1970年4月25日：日本発売盤・ドイツ語 / 7インチシングル盤規格品番：LR-2504
1. 愛のおとずれ Wunder gibt es immer wieder 3分31秒 （Ch. Bruhn, G. Loose）
2. あなたを慕って Ich will ihn 3分21秒 （P. Moesser）[12]

## 音源発売状況
前述の通り、日本では1970年4月25日に東芝音楽工業株式会社・LIBERTYから日本デビュー盤として発売、同年には日本語版が発売された（規格品番：LR-2565 / 同一品番で "赤盤" と "黒盤" が存在する）。
日本人歌手では岡崎友紀が同年10月5日、デビューアルバム『花びらの涙』（規格品番：TP-7450）の1曲として日本語詞によるカバーを収録。日本語詞：片桐和子 / 編曲：川口真。この音源は2003年11月27日、2013年11月13日にそれぞれCD化されている。
オリジナルであるカーチャ・エプシュタインの音源は、日本では2023年現在、未CD化。
ドイツに於いて本作音源のCD化はEMIではなくBMG、後にAriolaがカタログを引き継ぎ発売している。
2010年にはリーダーズ・ダイジェスト協会レーベルより本作タイトルを冠した3枚組ベスト盤『Wunder Gibt Es Immer Wieder - Meine Schönsten Lieder（愛のおとずれ - 私の最も美しい歌）』が発売された。

## 備考
JASRACに於いては2024年現在、外国作品／出典：F (国際票)   ／作品コード 0Q1-9806-3 WUNDER GIBT ES IMMER WIEDER として登録。
出版者は2023年現在 EMI PARTNERSHIP MUSIKVERLAG GMBHが一部を管理していることが判明しているものの、出版・広告・配信については未管理である。かつて一時期 EDITION INTRO MEISEL GMBH も出版者として共に登録されていた時期があった。JASRAC作品データベースに於いて、EMI以外の出版者は “UNKNOWN PUBLISHER《不明な出版社》” とされているため日本で本作を扱うにはJASRACのみならずドイツ本国へ詳細を問い合わせる必要があり、注意を要する。
JASRACには2024年7月現在、アーティストとしてカーチャ・エプシュタインの他に岡崎友紀とWISE GUYSが登録されている。
JASRACに登録された幾つかの副題の一つに『VIELE MENSCHEN FRAGEN』と云うタイトルがあり、これは本作の歌詞の歌い出し部分であるが綴りが不正確である。
日本でのサブ出版は一時期（2016年頃〜2018年7月頃まで）日音 Synch事業部が登録されていたが、後に本作に於けるサブ出版ではないことが判明したためJASRACデータベースから記述が削除された。故に2024年7月現時点で日本でのサブ出版はJASRACにて登録されていない状況となっている。